# Descripteur de style de couche
Un Descripteur de Couche Stylisé (SLD) est un schéma XML indiqué par l’OGC (The Open Geospatial Consortium) afin de décrire le style des couches de carte. Il est capable de traiter des données vectorielles et Raster. 
Une utilisation typique des SLD est destinée aux WMS (Web Map Service) pour que ces derniers puissent interpréter efficacement une couche de donnée spécifique,.
En 2007, la spécification SLD a été scindé en deux nouvelles spécifications OGC:
- Symbology Encoding (SE),
- Styled Layer Descriptor of the Web Map Service (SLD fo WMS).

La spécification actuelle SLD ne contient donc plus que la partie permettant d'affecter un style à une couche de données WMS. Le style lui-même étant décrit par la spécification Symbology Encoding. Les deux standards sont donc souvent utilisés conjointement.

## Logiciels de bureau
- UDig

## Logiciels pour serveurs
- GeoServer
- MapServer